# Nicolas Yaw Boafo Adade
 (juillet 2025).
Nicholas Yaw Boafo Adade, né le 20 janvier 1927 et mort 14 mai 2013 , était ancien juge de la Cour suprême et Procureur général du Ghana (en). Il a été nommé pour la première fois devant la Cour suprême en 1980 et est devenu président en fonctions de 1990 à 1991. Il a été Procureur général du Ghana entre avril 1969 et février 1971 dans l'administration du Conseil de libération nationale (en) et dans le Gouvernement de Busia (en). Il a été membre du Parlement d'Asante-Akim Sud (circonscription parlementaire du Ghana) (en) dans la deuxième République du Ghana,,.

## La vie précoce et l’éducation
NYB Adade, connu comme populaire, est né le 20 janvier 1927 à Obogu (en), dans la région d'Ashanti. Son père était un stockeur qui est ensuite devenu directeur local à John Holt ltd à Konongo, Ghana (en). Il a suivi un enseignement précoce à l'école du Gouvernement de Juaso de 1935 à 1941. Il s'est inscrit à l'Académie d'Accra (en) où il a obtenu son enseignement secondaire de 1944 à 1946. Au cours de sa dernière année à l'école, il a été transformé en chef. Il a ensuite assisté à l'University College of the Gold Coast maintenant University of Ghana, Legon, où il a obtenu un diplôme en économie étudiant le gouvernement comme un article spécial de 1947 à 1953. Alors qu'il était à l'école, il était président de l'Union nationale des étudiants de la Côte d'Or de 1952 à 1953,,.

## Carrière
Adade a été appelé au bar au Lincoln's Inn en 1954 et a été appelé au bar au Ghana en 1957. À Londres, il a pratiqué sous la tutelle de Magarey de Magarey Chambers à Chancery Lane, Londres. En 1957, il rejoint Siriboe aux Chambres de Yaanom à Kumasi, jusqu'à ce que ce dernier ait été nommé juge supérieur en 1958. Les Chambres de Yaanom avaient leurs racines de Sir Edward Asafu-Adjaye (en), qui a remis les Chambres à Johnson Boateng Siriboe. Adade a renommé le bureau Yaanom Chambers. En trois ans, Adade avait une chambre de droit reconnue et réputée à Kumasi, ce qui l'a mis en compétition professionnelle dans tout le pays.
Rédacteur en chef des rapports juridiques du Ghana de 1964 à 1967 et professeur à temps partiel à la faculté de droit de l'Université du Ghana de 1965 à 1967. Il est devenu secrétaire de l'Association des avocats du Ghana en 1966.
Il a été nommé juge de la Cour suprême le 24 octobre 1980 et a exercé les fonctions de président de la Cour suprême entre 1990 et 1991 avant la nomination de Philip Edward Archer (en) à la présidence de la Cour suprême du Ghana. En tant que membre de la Cour, en particulier de la Cour suprême de justice, il a adressé à la majorité de la Cour, dans l'affaire célèbre du NPP/Procureur général, pour interdire la tenue officielle du coup d'État du 31 décembre comme offensant à la lettre et à l'esprit de la Constitution démocratique de la quatrième République du Ghana. L'avis autorisé de NYB Adade dans l'affaire reste un jalon dans les annales d'interprétation constitutionnelle du Ghana.

## Politique
Adade a été membre du comité juridique du NLC de 1966 à 1967 et président de l'accord de gestion du NLC de 1967 à 1968. Il a lu le décret qui dissout le Conseil de libération nationale en 1969. Au début de la deuxième république, il a été élu membre du parlement du district d'Asante Akyim et nommé Procureur général du Ghana (en) de la République du Ghana du 14 avril 1969 à 1971. Il a ensuite été nommé Ministre de l'intérieur de 1971 à 1972, lorsque le Gouvernement de Busia (en) a été renversé par la SMC présidée par le général I. K. Acheampong. Pendant l'ère de la SMC, il a rejoint la célèbre organisation créée par Akwasi Afrifa pour s'opposer à l'idée du général I. K. Acheampong UNIGOV : le Mouvement populaire pour la liberté et la justice (PMFJ), dont le Secrétaire général était Nana Akufo-Addo, maintenant président de la République du Ghana. Les conséquences du référendum d'avril 1978 ont contraint plusieurs dirigeants du PMFJ à s'exiler brièvement jusqu'à ce que le général I. K. Acheampong ait été renversé par le général de corps d'armée Fred Akuffo. Pendant la troisième République, Adade a été membre fondateur de la Convention nationale des Nations Unies (en), une partie qui a quitté la Partie du progrès. Il a été nommé président de la commission nommée par le Gouvernement de Limann (en) pour enquêter sur le Service de l'éducation du Ghana,.

## Vie personnelle
Adade avait un club de nuit, "The Jamboree", à Asafo Kumasi et a également formé sa propre bande de vie, "The Globemaster", qui devint bientôt l'une des bandes dirigeantes des années 1960 au Ghana

## Mort et hommage
Adade est décédé le 14 mai 2013 au Hôpital militaire 37 (en) d'Accra  
Nana Akufo-Addo, qui était alors chef du principal parti de l'opposition au Ghana, a rendu hommage au service d'Adade au Ghana en disant : 
"Il appartient à une noble génération d'hommes et de femmes qui ont souffert des privations de détention et d'exil pour s'assurer que notre nation s'établisse sur la voie de la gouvernance démocratique sous l'état de droit. Notre génération, qui bénéficie aujourd'hui des avantages d'une société ouverte, de la liberté d'expression et des activités politiques libres sous la domination constitutionnelle, doit à lui et aux autres une énorme dette de gratitude pour son sens du principe et sa capacité de sacrifice. Notre nation est plus riche pour la vie de Nicholas Yaw Boafo Adade. Nous continuerons à le commémorer."
.